# Vicent Alonso i Catalina
Vicent Alonso i Catalina (Godella, l'Horta, 21 de maig de 1948) és un poeta, traductor i crític literari valencià. És professor de Literatura Catalana a la Universitat de València. El 1986 fundà i dirigí la revista literària Daina, que plegà el 1991, i l'any següent impulsà una nova revista, Caràcters, que el 1997 iniciaria, renovada, la seua segona època. En aquestes i altres revistes (El Temps, Caplletra) i als diaris Avui, Levante-EMV i El País ha publicat nombrosos articles d'opinió i de crítica literària. Al Quadern de l'edició valenciana d'aquest darrer col·laborà amb una columna quinzenal sobre llibres i temes culturals. Ha traduït obres de Charles Baudelaire, de Tristan Tzara, i entre el 2006 i el 2008 aparegué la seua traducció dels assaigs complets de Michel de Montaigne en tres volums. La seua poesia «mostra el viatge amorós que comporta la creació poètica, viatge per les paraules fins al silenci, per tant, com una forma de coneixement» En part ha estat traduïda a l'euskera (Mugaz Handiko Egunsentiak, Pamiela, Iruñea, 1986) per Dani Salaberri.
Fruit de la seua tesi doctoral dedicada a Ernest Martínez Ferrando ha editat i prologat d'aquest escriptor les obres següents: Entre la poesia en prosa i el conte literari. Sobre la literatura d'Ernest Martínez Ferrando (Barcelona: PAM, 1992), La trajectòria intel·lectual d'Ernest Martínez Ferrando (València: Eliseu Climent, 1992), La botiga del llibres vells (Alzira: Bromera, 2011) i l'edició i introducció del volum Obra narrativa completa (València: Institució Alfons el Magnànim, 2021; 1.008 pàg.).

## Obres

### Poesia
- Vel de claredats. València: Prometeo, 1983.
- Albes d'enlloc. Barcelona: Edicions 62, 1985.
- Ritme de clepsidra. València: Tres i Quatre, 1986.
- Cercles de la mirada. Alzira: Bromera, 1998.
- En l'aspre vent del nou món . Barcelona: Cafè Central & Eumo, 2012.
- Vinces. Barcelona: Cafè Central & Eumo, 2017.
- Han fugit les merles de maig. Barcelona-Girona: Cafè Central-Llibres del Segle, 2021

### Poesia en prosa
- Del clam de Jasó (Barcelona: Eumo-Cafè Central), 2002.
- Del lamento de Jasón y otros poemas. Traducció al castellà d'Antonio Cabrera. Paiporta: Denes, 2008, col. «Calabria».

### Assaig
- La trajectòria intel·lectual d'Ernest Martínez Ferrando. València: Eliseu Climent, 1992.
- Les paraules i els dies. Alzira: Bromera, 2002.
- Trajecte circular. Notes d'un dietari. Alzira: Bromera, 2004.
- Cròniques desinteressades. Pròleg d'Adolf Beltran. Paiporta: Denes, 2010.
- A manera de tascó. Notes sobre literatura. València: PUV, 2012.
- Sobre una neu invisible. Notes d'un dietari, 2003-2005. València: PUV, 2015.
- Camins que el temps no esborra (Notes d'un dietari, 2006-2008). Catarroja: Afers, 2022.

### Traduccions
- Charles Baudelaire, Petits poemes en prosa (El Mall, Barcelona), 1984, en col·laboració amb Anna Montero.
- Charles Baudelaire, Els paradisos artificials (El Mall, Barcelona), 1985.
- Tristan Tzara, L'home aproximatiu (Gregal, València), 1986.
- Charles Baudelaire, El meu cor al descobert i Noves notes sobre Edgar Alan Poe (Albatros, València), 1993.
- Michel de Montaigne, Assaigs breus (Albatros, València), 1993.
- Charles Baudelaire, L'Spleen de París (Eliseu Climent, València), 1994.
- Michel de Montaigne, Assaigs (Proa, Barcelona), llibre I: 2006; llibre II: 2007; llibre III: 2008.

## Premis
- Ausiàs March de poesia (1998)
- Premi de la Crítica Serra d'Or (2006)
- Qwerty de Barcelona TV (2006)
- Premi d'Assaig Mancomunitat de la Ribera Alta (2003)